# Ardisia ferox
Ardisia ferox là một loài thực vật có hoa trong họ Anh thảo. Loài này được Furtado mô tả khoa học đầu tiên năm 1959.